# ギャーンヴァーピー・モスク
座標: 北緯25度18分40秒 東経83度00分38秒 / 北緯25.311229度 東経83.010461度

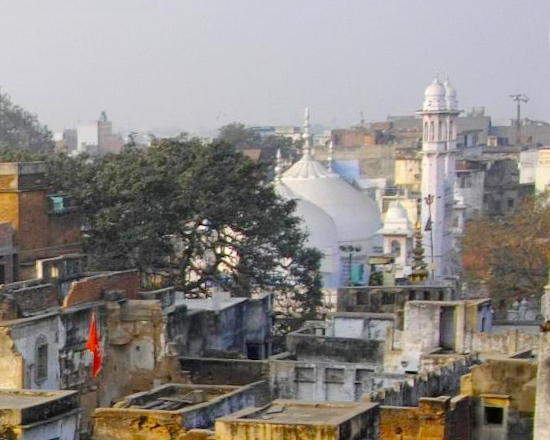
ギャーンヴァーピー・モスク

ギャーンヴァーピー・モスク（ウルドゥー語: گیان واپی مسجد, ラテン文字転写: Gyānvāpī masjid、英語: Gyanvapi Mosque）は、インドのウッタル・プラデーシュ州、ヴァーラーナシー県の都市ヴァーラーナシーに存在するモスク。
カーシー・ヴィシュヴァナート寺院が隣接している。

## 歴史
1669年、ムガル帝国の皇帝アウラングゼーブによってカーシー・ヴィシュヴァナート寺院が破壊され、その跡地にギャーンヴァーピー・モスクが建設された。
1742年、マルハール・ラーオ・ホールカルはこのモスクを破壊する計画を立てたが、実行されなかった。なぜなら、ヴァーラーナシー一帯はアワド太守の支配下にあったからである。
1780年、アヒリヤー・バーイー・ホールカルによって、モスクの横にカーシー・ヴィシュヴァナート寺院が再建された。